# 金起林
金 起林（キム・ギリム、朝鮮語: 김기림、1907年4月5日 - 没年不詳）は、大韓民国の詩人、文学評論家。
本名は金 仁孫（キム・インソン、김인손）。幼名は金 寅孫（読み、ハングル同じ）。号は片石村（ピョンソクチョン、편석촌）。

## 生涯
咸鏡北道鶴城郡生まれ。普成高等普通学校（現・普成高等学校）を経て日本大学英文学科中退、東北帝国大学（現・東北大学）英文学科卒業。帰国後朝鮮日報学芸部記者を務め、朝鮮日報に『行け新しい生活で』を発表し、文壇に登場した。同紙には評論『詩の技術認識の現実など諸問題』を発表し、文学評論も行なった。
1933年、李箱、李孝石、趙容万、朴泰遠らとともに九人会を結成し、この頃より本格的に詩作を始め、1936年に詩集『気象図』を発表した。1942年に鏡成中学校の英語教員を務め、英語科目の廃止後は数学教員を務めた。弟子に金奎東がいた。
1945年以後朝鮮文学家同盟に参加したが1948年ごろに脱退した。その後中央大学校と延世大学校で講師を務め、ソウル大学校の助教授となり新文化研究所を設立した。
朝鮮戦争時に拉致され、没年不詳。1990年6月9日、金光均、具常らの主導で母校の普成高等学校に詩碑が建てられた。また 2018年11月30日には、母校である東北大学に記念碑が建立された。